# 宇品五丁目停留場
宇品五丁目停留場（うじなごちょうめていりゅうじょう、宇品五丁目電停）は、広島県広島市南区宇品神田五丁目にある広島電鉄宇品線の路面電車停留場である。駅番号はU15。

## 歴史
当停留場は1935年（昭和10年）、宇品線の御幸橋東詰から宇品までの区間が新線に移設された際に開設された。当時の停留場名は四丁目停留場（よんちょうめていりゅうじょう）であった。
戦時中の1940年代に停留場は一度廃止されるが1950年（昭和25年）12月に再度開業し、1960年（昭和35年）には宇品四丁目停留場（うじなよんちょうめていりゅうじょう）と改称された。その後1968年（昭和43年）8月には宇品町で町名変更が実施され、直後の同年9月から宇品五丁目停留場と称するようになった。なおこのとき、それまで宇品七丁目と称していた隣の停留場は当停留場と入れ替わるように宇品四丁目停留場へと改称されている。

### 年表
- 1935年（昭和10年）12月27日：宇品線の御幸橋東詰 - 宇品間が新線へ移設、同時に四丁目停留場として開業[3]。
- 1940年（昭和15年）以降：いったん廃止[2]。
- 1950年（昭和25年）12月1日：再び開設[3]。
- 1960年（昭和35年）3月30日：宇品四丁目停留場に改称[3]。
- 1968年（昭和43年）9月1日：宇品五丁目停留場に改称[3]。

## 停留場構造

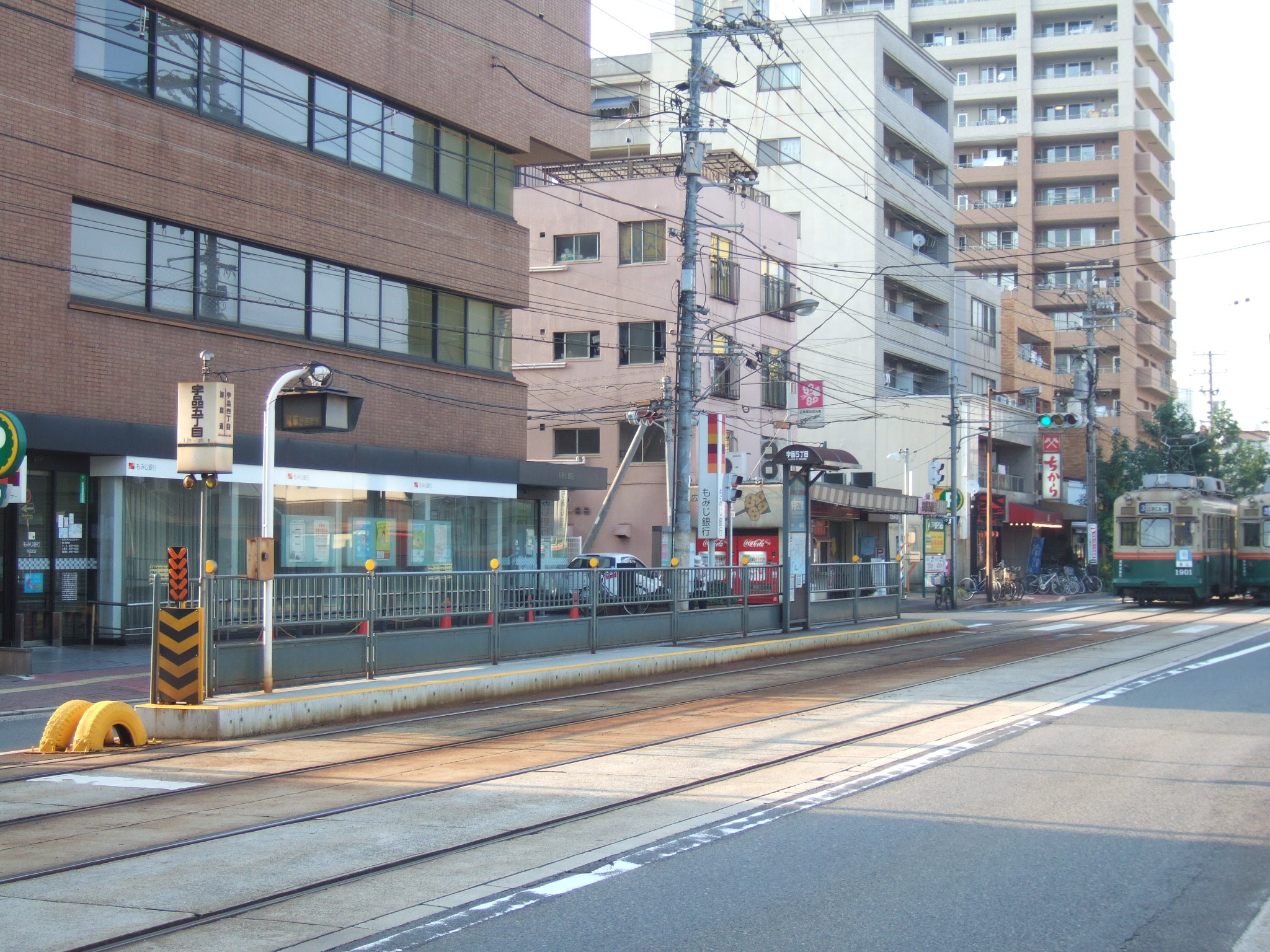
広島駅・紙屋町方面の上りホーム

宇品線はほぼすべての区間で道路上に軌道が敷設された併用軌道であり、当停留場も道路上にホームが置かれている。ホームは低床式で2面あり、南北方向に伸びる2本の線路を挟み込むように配されている。ただし互いのホーム位置は南北方向にずれていて、北に広島港方面へ向かう下りホーム、南に広島駅・紙屋町方面へ向かう上りホームがある。
下りホームは乗り場の長さが短く、連接車では客扱いの際に後方の車両でドアカットが実施される。

### 運行系統
当停留場には広島電鉄で運行されている系統のうち1号線、5号線、7号線、それに0号線が乗り入れる。
| 下りホーム | 1号線 · 5号線 · 7号線 | 広島港ゆき             |
| 上りホーム | 0号線                 | 広電本社前ゆき         |
| 上りホーム | 1号線                 | 紙屋町経由広島駅ゆき   |
| 上りホーム | 5号線                 | 比治山下経由広島駅ゆき |
| 上りホーム | 7号線                 | 横川駅ゆき             |

## 停留場周辺
古くからの住宅街や商店が立ち並ぶ地区である。ところどころでは大きな商業施設やマンションの建設も進む。停留場名は「宇品五丁目」であるが、所在地は「宇品神田五丁目」であり、停留場名と地名が食い違っている。
かつて停留場の南西には国有鉄道の広島鉄道局（1950年より広島鉄道管理局）の局舎が存在しており、1936年（昭和11年）8月には当停留場の南隣に鉄道局前停留場（てつどうきょくまえていりゅうじょう）という臨時の停留場が認可・新設されている。この停留場は同局が広島駅の裏手へ移転した1952年（昭和27年）ころまで存続していた。
- 広島市立宇品東小学校
- ディオ宇品店
- ダイキ宇品店
- 広島銀行宇品支店
- もみじ銀行宇品支店
- 広島宇品本通郵便局
- 広島都市学園大学
- 宇品ショッピングセンター - 戦後の青空市場に起源をもつ商店街[8]。

## 隣の停留場
広島電鉄
■宇品線
宇品四丁目停留場 (U14) - 宇品五丁目停留場 (U15) - 海岸通停留場 (U16)